# Autódromo Oscar Alfredo Gálvez
Koordinati:   34°41′39.38″S, 58°27′33.65″W
Autódromo Oscar Alfredo Gálvez je dirkališče, ki leži v argentinskem mestu Buenos Aires. S presledki je med letoma 1953 in 1998 gostilo dirko Formule 1 za Veliko nagrado Argentine. Poimenovano je po argentinskem dirkaču Oscarju Alfredu Gálvezu.

## Zmagovalci
Roza ozadje označuje dirko, ki ni štela za prvenstvo Formule 1.
| Sezona   | Zmagovalec                     | Moštvo           | Poročilo   |            |
| -------- | ------------------------------ | ---------------- | ---------- | ---------- |
| 1998     | Michael Schumacher             | Ferrari          | Poročilo   |            |
| 1997     | Jacques Villeneuve             | Williams-Renault | Poročilo   |            |
| 1996     | Damon Hill                     | Williams-Renault | Poročilo   |            |
| 1995     | Damon Hill                     | Williams-Renault | Poročilo   |            |
| 1982 -94 | brez dirke                     | brez dirke       | brez dirke | brez dirke |
| 1981     | Nelson Piquet                  | Brabham-Ford     | Poročilo   |            |
| 1980     | Alan Jones                     | Williams-Ford    | Poročilo   |            |
| 1979     | Jacques Laffite                | Ligier-Ford      | Poročilo   |            |
| 1978     | Mario Andretti                 | Lotus-Ford       | Poročilo   |            |
| 1977     | Jody Scheckter                 | Wolf-Ford        | Poročilo   |            |
| 1976     | brez dirke                     | brez dirke       | brez dirke | brez dirke |
| 1975     | Emerson Fittipaldi             | McLaren-Ford     | Poročilo   |            |
| 1974     | Denny Hulme                    | McLaren-Ford     | Poročilo   |            |
| 1973     | Emerson Fittipaldi             | Lotus-Ford       | Poročilo   |            |
| 1972     | Jackie Stewart                 | Tyrrell-Ford     | Poročilo   |            |
| 1971     | Chris Amon                     | Matra            | Poročilo   |            |
| 1961 -70 | brez dirke                     | brez dirke       | brez dirke | brez dirke |
| 1960     | Bruce McLaren                  | Cooper-Climax    | Poročilo   |            |
| 1958     | Stirling Moss                  | Cooper-Climax    | Poročilo   |            |
| 1957     | Juan Manuel Fangio             | Maserati         | Poročilo   |            |
| 1956     | Luigi Musso Juan Manuel Fangio | Ferrari          | Poročilo   |            |
| 1955     | Juan Manuel Fangio             | Mercedes         | Poročilo   |            |
| 1954     | Juan Manuel Fangio             | Maserati         | Poročilo   |            |
| 1953     | Alberto Ascari                 | Ferrari          | Poročilo   |            |